# The 7 Deadly Sins
The 7 Deadly Sins é o sexto álbum de estúdio da banda japonesa de rock Sads, lançado em 7 de julho de 2010 após Kiyoharu encerrar o hiato de sete anos da banda. Foi lançado em duas edições: a regular com dois CDs e a edição limitada a compra na loja mu-mo, com um DVD bônus.

## Recepção
Alcançou a décima segunda posição na Oricon Albums Chart e permaneceu na parada por seis semanas.

## Faixas
Todas as faixas escritas e compostas por Kiyoharu. 
| CD             |                       |         |  |
| N.º            | Título                | Duração |  |
| 1.             | "Evil"                | 3:15    |  |
| 2.             | "Gothic Circus"       | 4:00    |  |
| 3.             | "Malibu Sugar"        | 4:29    |  |
| 4.             | "Satan"               | 4:42    |  |
| 5.             | "Paint You"           | 3:01    |  |
| 6.             | "Venom"               | 2:57    |  |
| 7.             | "Acme"                | 3:49    |  |
| 8.             | "Down"                | 3:46    |  |
| 9.             | "Weekend in the Lust" | 2:47    |  |
| 10.            | "Sadism"              | 3:14    |  |
| Duração total: | Duração total:        | 36:02   |  |

| Faixas bônus da edição limitada da loja mu-mo |                                            |         |  |
| N.º                                           | Título                                     | Duração |  |
| 1.                                            | "Opening"                                  |         |  |
| 2.                                            | "About "Evil" Interview"                   |         |  |
| 3.                                            | "Evil (Music Clip)"                        |         |  |
| 4.                                            | "About "Gothic Circus" Interview"          |         |  |
| 5.                                            | "Gothic Circus (Music Clip) ※Another Edit" |         |  |
| 6.                                            | "About "The 7 Deadly Sins""                |         |  |
| 7.                                            | "Ending"                                   |         |  |

## Ficha técnica
- Kiyoharu – vocal
- K-A-Z – guitarra
- Keisuke Kubota – baixo
- GO – bateria